# Motore elettrico

Animazione che mostra il funzionamento di un motore elettrico a corrente continua

Un motore elettrico è una particolare macchina elettrica, di solito rotante (ma non sempre, come nel caso del motore lineare), che trasforma l'energia elettrica in ingresso, applicata ai morsetti di alimentazione, in energia meccanica in uscita resa disponibile sull'asse del motore. Questa tipologia di macchina elettrica è fondata, analogamente a quanto accade nel generatore elettrico, sulle forze elettromagnetiche che intervengono nell'interazione tra un sistema di correnti e un campo magnetico.

## Tipi di motori elettrici
La divisione conosciuta è tra motori in corrente continua (DC) e motori in corrente alternata (AC). Tuttavia, non è questa una classificazione estremamente precisa, poiché esistono anche i cosiddetti motori ibridi, che sono costruttivamente simili ai DC ma che possono essere alimentati anche in AC. Diverse distinzioni si possono fare in base ad altre caratteristiche: per esempio, la distinzione tra motori sincroni, nei quali la velocità di rotazione dell'asse è rigidamente vincolata alla frequenza della tensione di alimentazione, ed asincroni, in cui la velocità di rotazione dell'asse è sempre minore della velocità di rotazione del campo rotante che dipende dalla frequenza della tensione di alimentazione; pertanto una delle classificazioni in cui possono essere suddivisi i motori elettrici sono motore asincrono, motore sincrono, motore in corrente continua, motore in corrente alternata, motore monofase, motore trifase e motore passo-passo.
Un'ulteriore distinzione può essere fatta in base all'orientamento del campo magnetico rispetto all'asse di rotazione, che può essere perpendicolare (motore radiale) o parallelo all'asse (motore assiale).

## Funzionamento
Il motore elettrico, così come l'alternatore è composto da:
- Statore
- Rotore

Questi componenti generano un campo magnetico, che può essere generato tramite l'uso di magneti permanenti o tramite avvolgimenti elettrici in cave presenti in un nucleo di lamierini di ferro o ferrite (elettromagnete).

### Motore in corrente continua

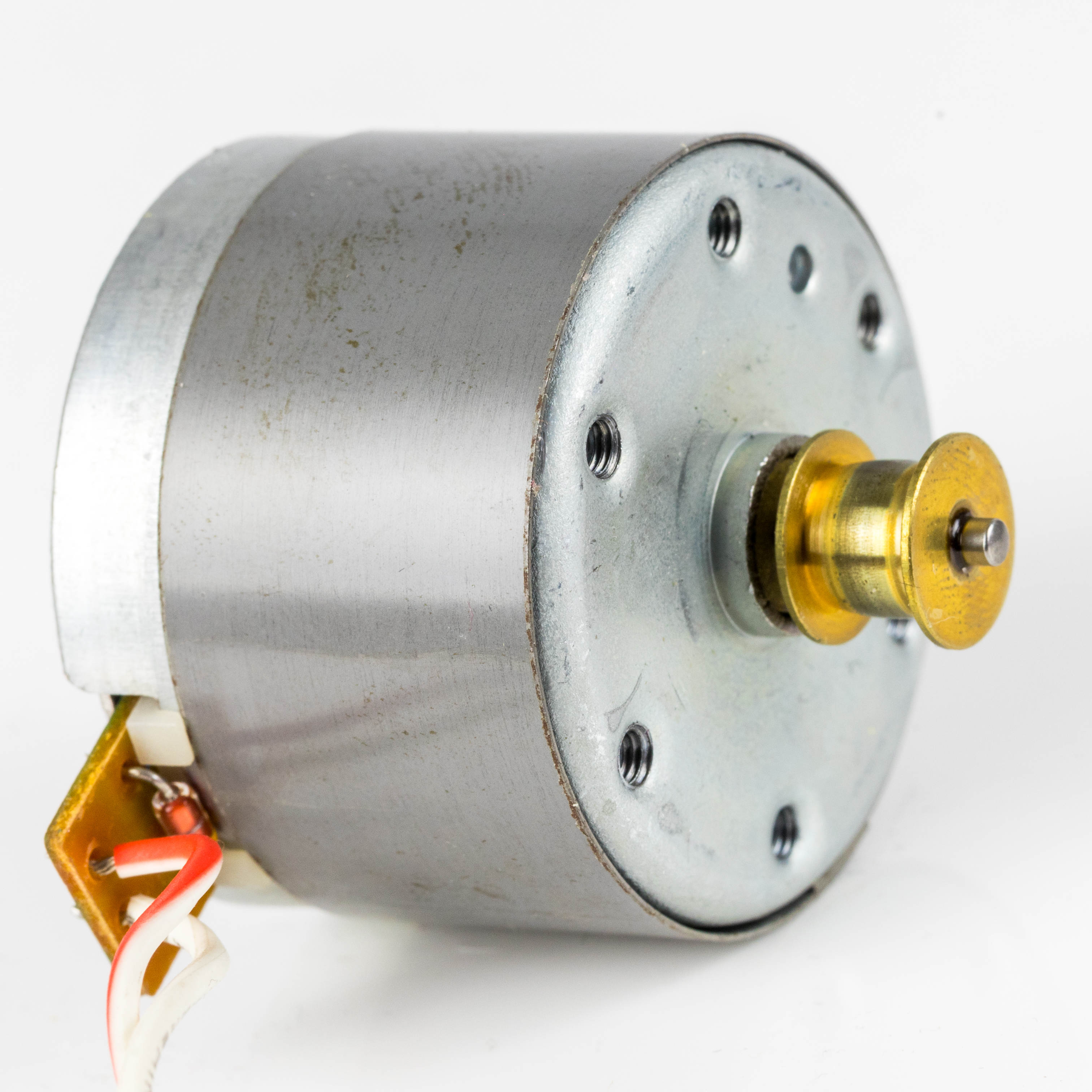
Un piccolo motore in corrente continua

Questi motori sono alimentati con una rete o altra fonte che rilascia o genera una tensione continua, questi motori sono molto eterogenei, in quanto esistono molte configurazioni, che sono caratterizzate da funzionamenti non sovrapponibili.

#### Tradizionale

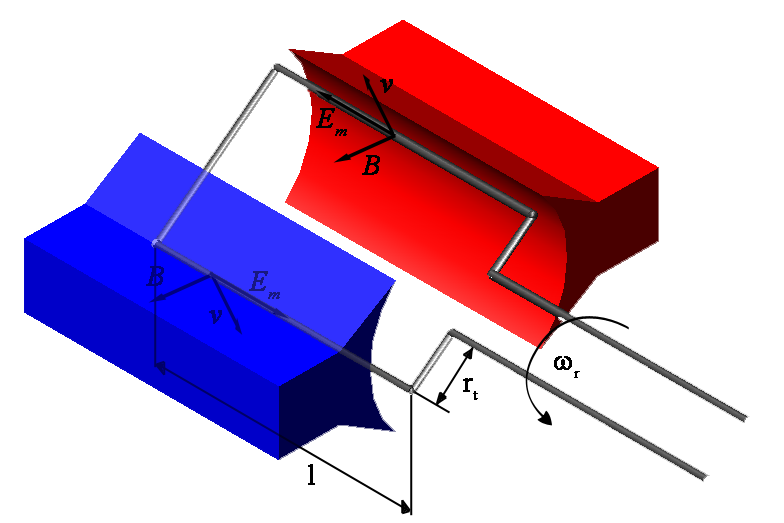
Schema del principio di funzionamento

Il motore è caratterizzato da uno statore (che avvolge il rotore e muove il campo elettrico) a campo magnetico stazionario (BLDCM), il quale è caratterizzato dalla presenza di una o più coppie polari (calamite, elettrocalamite, ecc.), mentre il rotore (che ruota immerso nello statore) è del tipo avvolto, composto da fili di rame, il quale crea un campo elettromagnetico al passaggio di corrente.
L'interazione tra questi due campi magnetici tra loro concentrici induce alla rotazione del rotore, in quanto il campo magnetico del rotore tende ad allinearsi a quello dello statore analogamente a quanto avviene per l'ago della bussola che si allinea col campo magnetico terrestre. Durante la rotazione il sistema costituito dalle spazzole e dal collettore commuta l'alimentazione elettrica degli avvolgimenti del rotore in modo che il campo magnetico dello statore e quello del rotore non raggiungano mai l'allineamento perfetto, in tal modo si ottiene la continuità della rotazione.
Questo motore è alimentato a corrente continua e grazie al sistema delle spazzole assieme al collettore settoriale si garantisce una posizione costante del campo magnetico, in quanto il collettore essendo diviso in settori i quali sono connessi ognuno al corrispettivo avvolgimento del rotore, alimenta in modo selettivo i corrispettivi avvolgimenti. Durante la trasformazione, una modesta parte dell'energia viene dispersa per l'effetto Joule. Dato il principio di funzionamento, un motore elettrico fa sempre muovere l'albero motore di moto rotatorio; si può ottenere un moto lineare alternato utilizzando un glifo oscillante, componente meccanico che converte appunto il moto rotatorio in rettilineo oscillante.
Tale motore può essere usato in maniera reversibile anche come generatore elettrico, che assorbe energia meccanica. Questo senza subire alcun cambiamento nella sua struttura, permettendo così una sua versatilità molto ampia, che gli consente di passare da un funzionamento all'altro, velocemente e senza accorgimenti esterni rivolti al motore se non il cambio di configurazione.

#### Motore passo-passo
I motori passo-passo, spesso chiamati anche passo, step o stepper, sono considerati la scelta ideale per tutte quelle applicazioni che richiedono precisione nello spostamento angolare e nella velocità di rotazione, quali la robotica, le montature dei telescopi e i servomeccanismi in generale. Tuttavia ultimamente, per le applicazioni high-end, vengono spesso sostituiti da motori brushless (senza spazzole, in cui la commutazione è controllata elettronicamente) o da attuatori voice-coil.

#### Motore senza spazzole

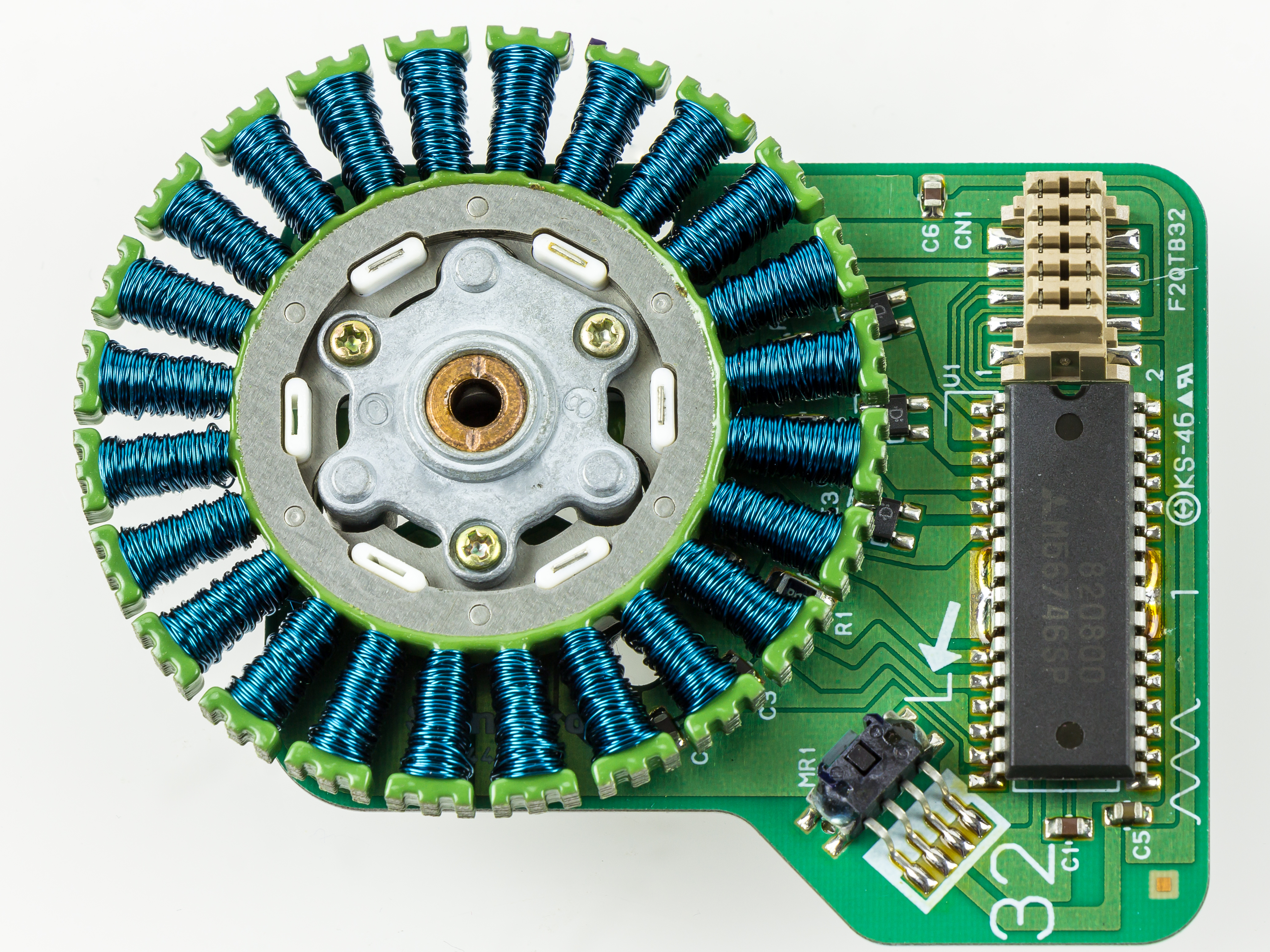
Particolare dello statore di un motore senza spazzole

Il motore brushless (letteralmente "senza spazzole") è un motore elettrico in corrente continua con il rotore a magneti permanenti e lo statore a campo magnetico rotante. Non ha quindi bisogno di contatti elettrici striscianti (spazzole) sull'albero motore per funzionare. La commutazione della corrente circolante negli avvolgimenti dello statore, e quindi la variazione dell'orientamento del campo magnetico da essi generato, avviene elettronicamente. Ciò comporta una minore resistenza meccanica, elimina la possibilità che si formino scintille al crescere della velocità di rotazione, e riduce notevolmente la necessità di manutenzione periodica. I motori brushless si usano molto nel modellismo dinamico.

### Motore universale o motore CC a doppia eccitazione
Si tratta di una particolare forma di macchina a corrente continua, che grazie all'uso di statore e rotore avvolti (collegati in serie o parallelo tra loro), permette il suo uso anche con correnti alternate, rendendo di fatto la macchina universale, in quanto può funzionare sia con correnti continue che alternate, senza subire alcuna modifica.
Questa macchina permette anche un grande e facile controllo delle sue caratteristiche operative di funzionamento, rendendola ideale per l'uso in trazione, infatti pur peccando di una resa massima più contenuta rispetto ad altre macchine, permette una resa media maggiore, oltre che ad una flessibilità operativa maggiore, motivo per cui è stata preferita questa motorizzazione a quelle asincrone, che invece sono caratterizzate da un controllo più difficile da attuare e determinare.

### Motore in corrente alternata
Questo tipo di motore funziona tramite l'alimentazione in corrente alternata e tra questi ricade anche il motore universale che è un motore in corrente continua adattato tramite avvolgimento statorico alla linea alternata.

#### Motore sincrono

Motore sincrono in rotazione; si evidenziano i vettori di induzione magnetica riferiti all'avvolgimento del rotore e responsabili della rotazione

È un tipo di motore elettrico in corrente alternata in cui lo statore, generalmente trifase, genera un campo magnetico rotante del tipo permanente (PMSM, Permanent Magnet Syncronous Motor). La sua velocità è costante indipendentemente dal carico. È una macchina doppiamente eccitata perché il suo avvolgimento di campo è eccitato da una sorgente CC separata. Nel rotore è presente un campo magnetico (generato da un magnete permanente o un avvolgimento alimentato in continua) che è attirato dal campo magnetico rotante dello statore, generando la coppia motrice. Il campo magnetico può essere sia perpendicolare all'asse di rotazione (motore radiale), come in figura, sia parallelo (motore assiale).

#### Motore asincrono
Il motore asincrono è un tipo di motore elettrico in corrente alternata in cui la frequenza di rotazione non è uguale o un sottomultiplo della frequenza di rete, ovvero non è "sincrono" con essa, non è in pratica "agganciato" alla frequenza di rete; per questo si distingue dai motori sincroni. Il motore asincrono è detto anche motore ad induzione in virtù del suo principio di funzionamento.

### Motore lineare
Qualora il raggio del rotore fosse fatto tendere all'infinito, questo diventerebbe una retta (centro del raggio all'infinito) e la macchina assumerebbe una geometria lineare: praticamente lo statore e il rotore vengono come srotolati sul piano.
Questo motore è chiamato motore sincrono lineare e trova applicazione sia nella trazione ad alta velocità (treno a levitazione magnetica, JR-Maglev) che nella movimentazione di carichi e di pezzi per applicazioni robotizzate e per la realizzazioni di attuatori lineari.

### A riluttanza
Esistono anche altre configurazioni come il motore a riluttanza, che non utilizza un rotore a magneti permanenti o gabbia di scoiattolo, ma cavità, esiste solo una variante che prevede l'uso di alcuni magneti per migliorare le caratteristiche motoristiche.

### Ibrido, motore a magneti permanenti alimentato da rete
Il motore a magneti permanenti alimentato da rete (senza l'uso dell'inverter), che coniuga le prestazioni di due diversi tipi di motore, quello asincrono e quello a magneti permanenti.
Strutturalmente lo statore ha una struttura tipica dei motori in corrente alternata (sincrono o asincrono), mentre il rotore è munito sia di magneti permanenti (più internamente) che di gabbia di scoiattolo (più esternamente).
La progettazione di tale motore (che può essere trifase o monofase) prevede la fusione di due progetti, uno per motore sincrono per il funzionamento a regime e uno per motore asincrono per il funzionamento durante l'avvio, inoltre alcune parti dei due progetti devono condividere molte parti, come i nuclei laminati di statore e rotore e i relativi avvolgimenti statorici

## Servizio
I motori elettrici a seconda della loro progettazione e tipologia d'impiego possono essere utilizzati in determinati modi, così categorizzati:
- S1 o Servizio continuativo il motore può funzionare senza sosta con carico costante rimanendo nella condizione di equilibrio termico.
- S2 o Servizio di durata limitata il motore può funzionare alternando periodi di servizio a periodi di pausa per ripristinare il regime freddo; i periodi di pausa hanno durata pari o maggiore a quelli di servizio ed il tempo di servizio è in genere specificato in minuti.
- S3 o Servizio intermittente periodico si ha una successione di periodi di carico susseguiti a distacchi dalla fonte energetica.
Il servizio viene segnato in percentuale con un rapporto d'intermittenza ts / (ts + tp) e dalla durata del ciclo.
- S4 o Servizio intermittente periodico con avviamento si hanno una successione periodica di fasi d'avviamento che gravano significativamente sul riscaldamento, seguita da fasi di carico susseguiti a distacchi dalla fonte energetica. Rispetto al "S3" viene specificato anche il numero di cicli nell'arco di un'ora.
- S5 o Servizio intermittente periodico con frenatura elettrica il motore funziona con una successione periodica di avviamento, carico costante, di una fase di frenatura elettrica e di una pausa con distacco dalla rete. Il tutto è indicato come nel "S4", con l'indicazione aggiuntiva del tipo di frenatura e del momento della coppia resistente in frenatura.
- S6 o Servizio ininterrotto periodico con carico intermittente il motore lavora continuativamente, ma alterna periodi a carico costante con periodi di funzionamento a vuoto. La designazione di questo servizio è dello stesso tipo del servizio S3.
- S7 o Servizio ininterrotto periodico con frenatura elettrica si ha un lavoro continuo da parte del motore, il quale alterna fasi d'avviamento, funzionamento a carico costante e una fase di frenatura elettrica. La designazione di questo servizio è dello stesso tipo del servizio S5.
- S8 o Servizio ininterrotto periodico con variazioni correlate di carico e velocità si ha un funzionamento continuativo, caratterizzato da un periodo di funzionamento a carico costante ad una velocità di rotazione prestabilita, seguito da uno o più periodi di funzionamento con altri carichi costanti corrispondenti a diverse velocità di rotazione, tutti di pari durata. Per designare il servizio, si fa seguire l'abbreviazione S8 dai momenti d'inerzia del motore e del carico riferiti all'asse del motore, dalle indicazioni di carico, velocità e rapporto di intermittenza per ogni regime caratterizzato da una determinata velocità.
- S9 o Servizio con variazioni non periodiche di carico e di velocità servizio in cui generalmente il carico e la velocità variano in modo non periodico nel campo di funzionamento ammissibile. Questo servizio comprende sovraccarichi frequentemente applicati che possono essere largamente superiori ai valori a pieno carico.

## Rendimento
Durante il corso degli anni sono stati definiti vari livelli minimi di efficienze per rientrare in determinate classi o livelli: il primo modello, che teneva in considerazione la variabilità del rendimento di un motore elettrico in base alla sua potenza nominale, venne ideato nel 1998 con un accordo tra il "Comitato di settore Europeo dei Costruttori di Macchine Elettriche ed Elettronica di Potenza" (CEMEP) e la "Commissione Europea", che definirono 3 classi a seconda della potenza del motore elettrico (2 o 4 poli) e del suo rendimento. Queste classi di efficienza sono:
- EFF1 motori ad alto rendimento
- EFF2 rendimento standard
- EFF3 motori a basso rendimento

Successivamente anche altri continenti hanno sviluppato altri sistemi di valutazione del rendimento, questo ha portato la Commissione Elettrotecnica Internazionale (IEC) a varare uno standard definito con la IEC 60034-30:2008 con le nuove scale di efficienza:
- IE1 efficienza standard (simile alla EFF2)
- IE2 alta efficienza (simile alla EFF1)
- IE3 efficienza premium (equivalente alla NEMA PREMIUM americana a 60 Hz)
- IE4 efficienza super premium

In genere un motore asincrono ha un rendimento compreso tra 0,67 a 0,97 da piccoli a grandi motori, per esempio nel terzo millennio il rendimento massimo raggiungibile è intorno a 0,95 per potenze di 45 kW e di solo 0,85 per potenze di 4 kW 
Il rendimento dei motori brushless può anche essere prossimo a 1 (tra 0,9 e 1) in determinate condizioni, generalmente a seconda delle condizioni operative, spazia tra lo 0,8 e lo 0,95, mentre l'inverter che controlla il motore ha un rendimento che generalmente spazia tra lo 0,8 e quasi 1, di conseguenza il rendimento combinato si attesta tra 0,77 e 0,93 a seconda della condizione operativa.
I motori a induzione permettono una migliore gestione ai carichi parziali, mantenendo un rendimento più costante nell'arco di utilizzo. Questo è dovuto al fatto che in un motore a induzione l'intensità del campo magnetico nel rotore è determinata dal campo magnetico nello statore e quindi, utilizzando un inverter evoluto, si può ridurre l'intensità del campo magnetico nel rotore semplicemente diminuendo la tensione, abbassando così le perdite magnetiche e ottimizzando l'efficienza ai bassi carichi, a differenza di un motore brushless dove non è possibile attuare una via per diminuire l'intensità del campo magnetico nel rotore (a magneti permanenti) in modo tale da contenere le perdite parassite e di isteresi.
Ciò significa che l'efficienza energetica per un'unità brushless DC sarà in genere superiore di qualche punto percentuale rispetto a un'unità a induzione, ma il vantaggio diminuisce rapidamente al crescere delle dimensioni del motore, poiché le perdite magnetiche aumentano proporzionalmente e l'efficienza a carico parziale diminuisce di pari passo.

## Raffreddamento
I motori elettrici nel loro funzionamento dissipano una parte dell'energia in calore. Per evitare che il motore si rovini a causa della temperatura elevata si deve gestire tale calore in modo differente a seconda dei casi. Principalmente, in base alle prestazioni, alla dimensione e al tipo di servizio, le tecniche utilizzate per il raffreddamento sono:
- IC410 per irradiamento, il motore non ha alcun sistema attivo per generare un movimento atto a raffreddare il motore, il quale dissipa il calore per irraggiamento, questa soluzione è generalmente limitata a servizi blandi e non continuativi, altrimenti in caso di utilizzo continuo il motore risulta più grande.
- IC411, autoventilazione, il motore è provvisto di una ventola calettata sull'albero motore e che permette di mantenere un flusso costante lungo la carcassa del motore.
- IC416, ventilazione forzata o servoventilazione, in questo caso il motore viene raffreddato da un ventilatore autonomo, questa soluzione è adottata quando l'autoventilazione non è sufficiente, principalmente per una velocità di rotazione contenuta.
- A liquido[19], per i motori ad alta densità di energia (come nel caso dell'autotrazione) è necessario aumentare l'estrazione di calore e per raggiungere tale obbiettivo si utilizza un liquido come un olio che scorre all'interno del motore, mediante immissione direttamente tra gli avvolgimenti.

## Pilotaggio
I motori elettrici a seconda della loro struttura possono essere pilotati in diversi modi, più o meno semplici e più o meno estesi.

### Motore in corrente continua
In passato, per la trazione sono stati utilizzati motori in corrente continua, pilotati tramite reostato.
In seguito, sono stati usati motori in corrente continua ad eccitazione separata e quindi caratterizzati da rotore e statore avvolti (conosciuti anche come motore universale). Questi motori, pur essendo caratterizzati da un consumo più alto rispetto a quelli in corrente continua senza spazzole (rotore a magneti permanenti), permettono una maggiore e facile regolazione del motore, oltre a un rendimento più costante a tutti i regimi, consentendo la modifica delle correnti d'armatura (rotore) e di eccitazione (statore) tramite l'uso di inverter vettoriali.

### Motore asincrono in corrente alternata
Le conoscenze derivate da queste applicazioni hanno permesso, con i relativi aggiustamenti, di poter pilotare poi i motori asincroni con la medesima efficacia, ma in questo caso si pilota le due componenti della corrente statorica, di cui una genera la parte di flusso statorico che interagisce con il flusso di rotore, mentre l'altra compensa l'azione smagnetizzante della corrente di rotore.
Per far ciò, e quindi pilotare il motore asincrono, è necessario conoscere per ogni istante l'asse del flusso di rotore per determinare le due componenti della corrente statorica, possibile tramite un ingente potenza di calcolo in tempo reale, grazie all'uso dei computer ed un algoritmo che interpreta il funzionamento del motore tramite un modello matematico, che richiede la conoscenza di induttanze e resistenze, le quali variano in base a temperatura e della saturazione del circuito magnetico.

### Motore brushless
Per il pilotaggio del motore brushless (in corrente continua senza spazzole) è necessario l'inverter vettoriale che deve conoscere la corretta posizione del rotore rispetto allo statore (sensore di posizione assoluto), mentre il pilotaggio dei motori a induzione (ma anche per i motori universali) si ha tramite un sensore di velocità del motore.